# Manzanares Fútbol Sala
El Manzanares Fútbol Sala, es un equipo de fútbol sala español de la localidad  de Manzanares, en la Provincia de Ciudad Real. Juega en Primera División.

## Historia[1]
El club fue fundado en el año 2001, con la idea de desarrollar el fútbol sala en la localidad, comenzó basándose en jugadores de la liga local de la ciudad. El debut fue en la cuarta categoría del fútbol sala español, en la por entonces denominada 1.ª Nacional "B". Para la temporada 2006-07 se decide empezar a crear categorías de base, comenzando ese año con un equipo juvenil. Luego de 7 temporadas en la categoría, obtiene el título y ascenso a 1.ª Nacional A.
El paso por el tercer escalón del fútbol sala, fue efímero, en sus 2 primeras temporadas no tuvo dificultades para conservar la categoría. En la temporada 2010-11 el Manzanares FS logra el ascenso a Segunda División, a la categoría de plata del fútbol sala nacional. El equipo clasificó para los play-off al terminar la liga en tercera posición. En las eliminatorias, derrota en primer lugar, al Ebrosala de Zaragoza y en la final al Alamín de Guadalajara.
La temporada 2011-12 es histórica en el ámbito deportivo y muy complicada desde el punto de vista económico. El equipo, comienza a hacerse fuerte en su pabellón, apodado  La Bombonera de La Mancha , y se sitúa en las primeras posiciones de la clasificación. Acaba la liga en segunda posición, invictos en casa, sólo superados por el gran favorito, el Oxipharma Granada. En los play-off de ascenso a Primera División, el Manzanares FS cae eliminado ante Pescados Rubén Burela. Esa temporada conquista la Copa Diputación al vencer en la final, a doble partido, al Puertollano FS, equipo de Primera División. En el plano extra deportivo, los problemas económicos provocan el descenso administrativo del Manzanares FS a Segunda División B para la temporada 2012-13.
Después 5 temporadas consecutivas en la categoría de bronce, en la 2016-17 obtiene el título de liga y regresa a Segunda División. El primer año tras el regreso, el equipo termina en la parte media baja de la clasificación. La siguiente sería nuevamente histórica, tras finalizar 4.º, nuevamente logra disputar el play-off de ascenso a Primera División, quedando eliminado frente al Atlético Mengíbar. En la temporada 2019-20 nuevamente obtiene la cuarta posición, disputando el play-off y siendo eliminado por el Irefrank Elche.

## Trayectoria Histórica
| Temporada | División         | Posición |
| --------- | ---------------- | -------- |
| 2001-02   | 1.ª Nacional "B" | 9.º      |
| 2002-03   | 1.ª Nacional "B" | 6.º      |
| 2003-04   | 1.ª Nacional "B" | 4.º      |
| 2004-05   | 1.ª Nacional "B" | 6.º      |
| 2005-06   | 1.ª Nacional "B" | 6.º      |
| 2006-07   | 1.ª Nacional "B" | 4.º      |
| 2007-08   | 1.ª Nacional "B" | 1.º      |
| 2008-09   | 1.ª Nacional A   | 9.º      |
| 2009-10   | 1.ª Nacional A   | 6.º      |
| 2010-11   | 1.ª Nacional A   | 3.º      |

| Temporada | División           | Posición |
| --------- | ------------------ | -------- |
| 2011-12   | Segunda División   | 2.º      |
| 2012-13   | Segunda División B | 6.º      |
| 2013-14   | Segunda División B | 2.º      |
| 2014-15   | Segunda División B | 8.º      |
| 2015-16   | Segunda División B | 4.º      |
| 2016-17   | Segunda División B | 1.º      |
| 2017-18   | Segunda División   | 12.º     |
| 2018-19   | Segunda División   | 4.º      |
| 2019-20   | Segunda División   | 4.º      |
| 2020-21   | Segunda División   | 1.º      |
| 2021/22   | Primera División   | 12.º     |
| 2022/23   | Primera División   | 10.º     |
| 2023/24   | Primera División   | 8.º      |

- Temporadas en Primera División: 3
- Temporadas en Segunda División: 5
- Temporadas en Segunda División B: 8
- Temporadas en Tercera División: 7

## Jugadores

### Plantilla 2023/24
| Dorsal | Nacionalidad | Nombre                           | Apodo           | Puesto     |
| ------ | ------------ | -------------------------------- | --------------- | ---------- |
| 12     | España       | Antonio Navarro López            | ANTONIO NAVARRO | Portero    |
| 13     | España       | Daniel López Juárez              | DANI JUÁREZ     | Portero    |
| 18     | España       | Javier Fernández-Pacheco Serrano | JAVI BULE       | Portero    |
| 21     | Brasil       | Deivid Pires da Silva Santos     | DEIVAO          | Cierre     |
| 31     | Brasil       | Everton Cardoso                  | GALLO           | Ala-Cierre |
| 16     | Brasil       | Pedro Augusto Feitosa Beraldo    | PEDRO           | Cierre     |
| 11     | España       | Álvaro López Del Pino            | ÁLVARO          | Ala        |
| 10     | España       | Antonio Sierra García            | ANTOÑITO        | Ala        |
| 20     | España       | Francisco José Cortés Hernández  | CORTÉS          | Ala        |
| 8      | España       | Javier Alonso Giménez            | JAVI ALONSO     | Ala        |
| 22     | España       | José Joaquin Simón Delgado       | JOSÉ JOAQUIN    | Ala        |
| 7      | Argentina    | Juan Manuel Rodríguez Napolitano | GALLE           | Ala        |
| 9      | España       | Daniel Gabriel García            | DANIEL          | Pívot      |
| 99     | España       | Juan Emilio Gil Camacho          | JUAN EMILIO     | Pívot      |
| 30     | España       | Raúl Campos Paíno                | RAÚL CAMPOS     | Ala-pívot  |

## Palmarés
- Segunda División: 1 (2020-21)
- Copa Castilla La Mancha: 2 (2016-17, 2019-20)
- Segunda División B: 1 (2016-17)
- Copa Diputación: 2 (2011-12, 2013-14)
- Tercera División: 1 (2007-08)